# Rawalpindi Cricket Stadium
Rawalpindi Cricket Stadium – stadion krykietowy znajdujący się w pakistańskim mieście Rawalpindi. Swoje mecze rozgrywa na nim klub Rawalpindi Rams. Stadion posiada 15 000 miejsc siedzących. Został otwarty w 1992 roku.